# Tuedon Morgan
Tuedon "Tee" Omatsola-Morgan, sinh ngày 3 tháng 4 năm 1973 là một vận động viên ultramaraton của Nigeria. Cô đã hoàn thành trong hơn 73 marathon và đã thi đấu trong 2 ultramarathon.

## Cuộc sống ban đầu
Sinh ra ở Warri, Nigeria, cô được sinh ra trong bộ lạc Itsekiri. Morgan chuyển đến Anh năm 16 tuổi để theo đuổi việc học.

## Sự nghiệp
Một trong những vận động viên marathon Nigeria được trang trí nhiều nhất thời bấy giờ, cô đã giành được nhiều giải thưởng như 2 kỷ lục Guinness thế giới đã được tổ chức trong gần 2 năm. Cô đã hoàn thành Marathons và Half Marathons ở Nam Cực và một cuộc đua Marathon ở cực Bắc. Cô là người phụ nữ Nigeria đầu tiên hoàn thành cuộc đua marathon ở Bắc Cực. Morgan là người giữ kỷ lục thế giới của 2 kỷ lục thế giới khác nhau: thời gian nhanh nhất để một người phụ nữ chạy một nửa marathon trên mỗi lục địa (10 ngày, 23 giờ và 37 phút)  và thời gian nhanh nhất để một người phụ nữ chạy một nửa marathon trên mỗi lục địa và cực bắc (62 ngày, 12 giờ, 58 phút và 49 giây). Hai kỷ lục trước đây được thực hiện như một phần của thử thách Triple 7 của Morgan, nơi cô đã cố gắng chạy 7 nửa marathon trên 7 lục địa trong 7 ngày nhưng do điều kiện thời tiết bất lợi khi cố gắng hạ cánh ở Nam Cực cho những cuộc đua cuối cùng, cô không thể hoàn thành trong 7 ngày nhưng 10 ngày cô được ghi vào kỷ lục thế giới.